# Prowincja Đăk Nông
Đăk Nông wymowaⓘ – prowincja Wietnamu, znajdująca się w południowej części kraju, w Regionie Płaskowyżu Centralnego. Na północy prowincja graniczy z Kambodżą.

## Podział administracyjny
W skład prowincji Đăk Nông wchodzi siedem dystryktów oraz jedno miasto.
- Miasta:

1. Gia Nghĩa

- Dystrykty:

1. Cư Jút
2. Đăk Glong
3. Đăk Mil
4. Đăk R'Lấp
5. Đăk Song
6. Krông Nô
7. Tuy Đức